# Головаш Олександр Анатолійович
Олександр Анатолійович Головаш (нар. 21 вересня 1991, Суми, Україна) — український велогонщик. Виступав на Чемпіонаті світу із шосейних велоперегонів 2014. У 2013—2016 роках входив до професійної шосейної велокоманди «Kolss Cycling Team», а в 2016—2017 рр. — до «Minsk Cycling Club».

## Головні здобутки
2012
1-ше місце  на Національному чемпіонаті із шосейних велоперегонів 2012
1-ше  у перегонах на час
2013
1-ше  на Національному чемпіонаті із шосейних велоперегонів 2013 у перегонах на час у категорії «до 23 років»
2014
1-ше, 1 етап «Туру секейської землі» (Tour of Szeklerland)
2015
1-ше, Кубок Мінська
1-ше, етап 3b «Туру секейської землі» (Tour of Szeklerland)
2016
1-ше, етап 2a (TTT) «Туру України»
1-ше, пролог «Туру озера Тайху»
2017
1-ше, 6 етап «La Tropicale Amissa Bongo»